# Association stellaire

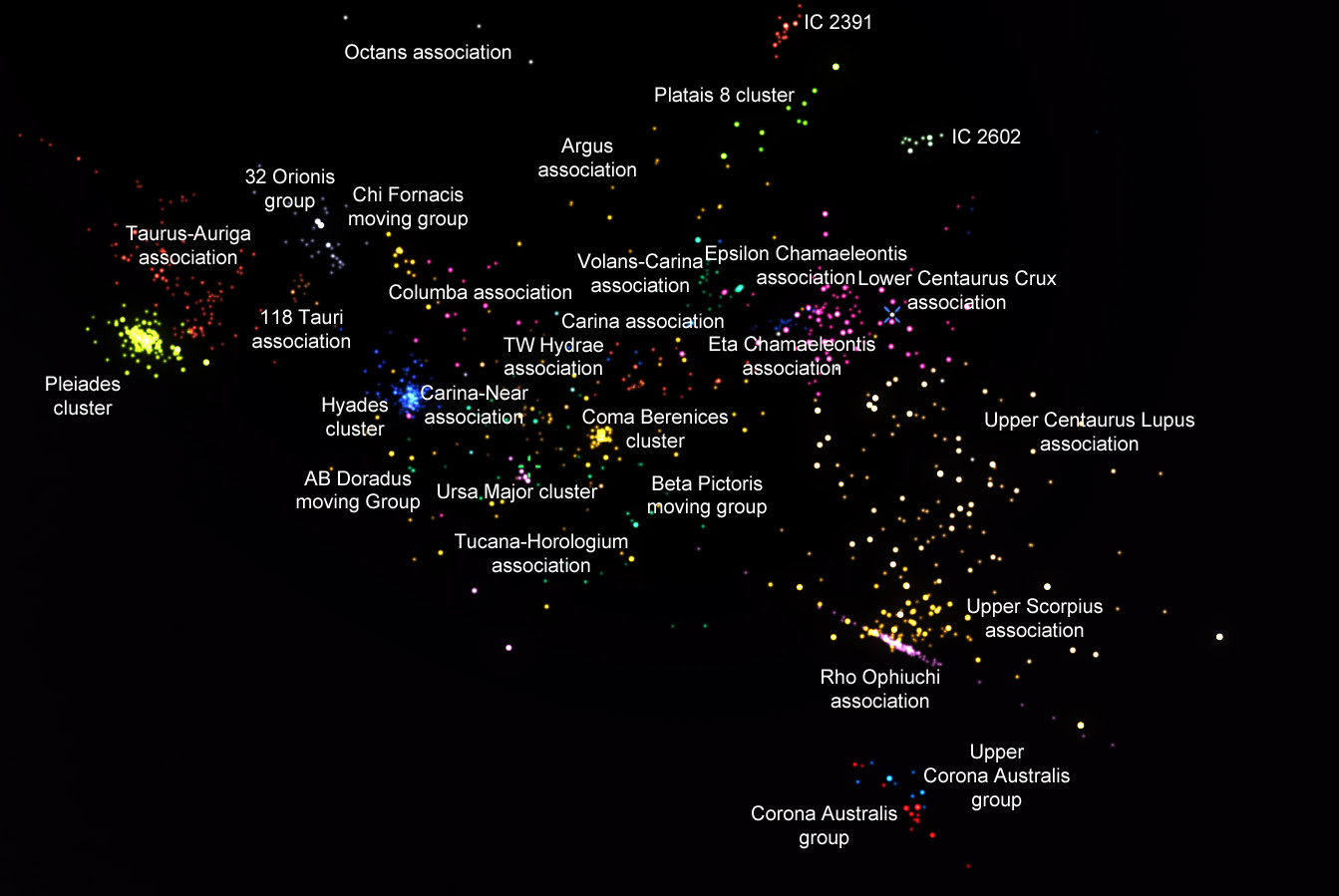
Carte des associations stellaires et des groupes mouvants proches. La croix verte au centre montre la position du Soleil.

Une association stellaire, terme introduit en 1949 par l'astrophysicien arménien Viktor Amazaspovitch Ambartsumian, est un groupe d'étoiles dont le même mouvement propre trahit une origine commune. Contrairement à un amas stellaire au sein duquel les étoiles sont en interaction gravitationnelle, les étoiles d'une association ne sont plus soumises à cette force.
Parmi les associations les plus étudiées en astrophysique, on citera les associations OB, groupements de supergéantes bleues, très chaudes, jeunes et massives.

## Groupe mouvant

### Liste d'associations stellaires et groupes mouvants
Source :
| Association stellaire ou groupe mouvant                                                                                | Abréviation | Commentaire | Référence(s) |
| --- | ----------- | --- | ------------ |
| Groupe mouvant/association de TW Hydrae                                                                                | TWA         | |              |
| Groupe mouvant de β Pictoris                                                                                           | βPMG        | |              |
| Groupe mouvant de la Carène                                                                                            | CAR         | |              |
| Groupe mouvant de Toucan-Horloge                                                                                       | THA         | |              |
| Groupe mouvant de la Colombe                                                                                           | COL         | |              |
| Groupe mouvant/association d'Argus                                                                                     | ARG         | |              |
| Groupe mouvant de AB Doradus                                                                                           | ABDMG       | |              |
| Groupe mouvant de Castor                                                                                               | CAS         | | [ 2 ]        |
| Groupe mouvant des Pléiades                                                                                            | PLE         | |              |
| Courant de la Grande Ourse                                                                                             | UMA         | Également connu sous le nom de groupe mouvant de la Grande Ourse, association de la Grande Ourse ou encore Collinder 285. |              |
| Groupe mouvant des Hyades                                                                                              | HYA         | |              |
| Groupe mouvant de l'Octant                                                                                             | OCT         | Association de l'Octant ?                                                                                                 |              |
| Groupe mouvant de η Chamaeleontis, aussi nommé Mamajek 1                                                               | ηCHA        | |              |
| Groupe mouvant de μ Ophiuchi, aussi nommé Mamajek 2                                                                    | μOPH        | |              |
| Groupe de 32 Orionis, aussi nommé Mamajek 3                                                                            | 32OR        | |              |
| Association de ε Chamaeleontis, aussi nommé Proche-Caméléon (Cha-Near en anglais) (εCHA)                               |             | |              |
| Groupe mouvant de la Proche-Carène (Carina-Near) (CANE)                                                                |             | |              |
| Association Scorpion-Centaure (SCO) — comprend le Haut-Scorpion, le Haut-Centaure-Loup et le Bas-Centaure-Croix du Sud |             | |              |
| Groupe mouvant de ρ Ophiuchi (ρOPH)                                                                                    |             | |              |
| Groupe mouvant de α Persei (αPER)                                                                                      |             | |              |
| Groupe mouvant de α Carinae (αCAR)                                                                                     |             | |              |
| Groupe mouvant d'IC 2391 (IC23)                                                                                        |             | |              |
| Groupe mouvant d'IC 2602 (IC26)                                                                                        |             | |              |
| Groupe mouvant de NGC 2451 A (NGC24)                                                                                   |             | |              |
| Groupe mouvant de HD 141569 (HD14)                                                                                     |             | |              |
| Groupe mouvant d'Hercule-Lyre                                                                                          | HEL         | |              |
| Groupe mouvant de la Chevelure de Bérénice                                                                             | CBER        | |              |
| Groupe mouvant de la Crèche (Praesepe)                                                                                 | PRA         | |              |
| Groupe mouvant de Platais 3                                                                                            | PL3         | |              |
| Groupe mouvant de Platais 9                                                                                            | PL9         | |              |
| Groupe mouvant d'Alessi 13 (AL13)                                                                                      |             | |              |
| Groupe mouvant de Cassiopée-Taureau, aussi nommé simplement groupe mouvant du Taureau (TAU)                            |             | |              |
| Groupe mouvant du Caméléon                                                                                             | CHA         | |              |
| Association du Poisson volant-Carène                                                                                   | VCA         | |              |
| Association du Proche-Octant                                                                                           |             | |              |
| Groupe mouvant des Poissons                                                                                            |             | |              |